# Agrypon flexorium
Agrypon flexorium ist eine Schlupfwespe aus der Unterfamilie Anomaloninae. Sie gilt als eine der häufigsten Arten der Unterfamilie in Europa. Sie ist in Europa eine von 23 Arten der Gattung Agrypon. Die Art wurde von dem schwedischen Entomologen Carl Peter Thunberg im Jahr 1824 als Ichneumon flexorium erstbeschrieben.

## Taxonomie
Agrypon flexorium wird von manchen Autoren in 7 oder noch mehr Unterarten gegliedert.
In der Literatur findet man neben der Schreibvariante Agrypon flexorius u. a. folgende Synonyme:
- Agrypon tenuicorne (Gravenhorst, 1829)

## Merkmale
Die Schlupfwespen sind etwa 7 mm lang. Sie weisen einen sehr schlanken Petiolus (Stielchenglied) auf. Hinterleib und Hinterbeine sind verlängert. Diese Eigenschaften sind typisch für Vertreter der Unterfamilie Anomaloninae. 
Für die Gattung Agrypon gelten folgende Merkmale: Am unteren Ende des Clypeus  befindet sich mittig ein Zahn, die vorderen Coxae weisen eine betonte Leiste auf, eine Abschweifung der parallelen Flügeladern oberhalb der Mitte des Hinterrands der Humeral-Zelle. Die postfurkale Lage der zweiten rekurrenten Flügelader wird als die wichtigste Eigenschaft der Gattung betrachtet.
Gemäß einem Bestimmungsschlüssel von Nuzhna (2013) gelten folgende weitere Merkmale für Agrypon flexorium: Die Fühler weisen mehr als 40 Geißelglieder auf. Diese sind zwischen 1,8 und 2-mal länger als breit. Das Propodeum ist verlängert, dessen hinteres Ende erreicht die Mitte der hinteren Coxae. Das Gesicht ist bei beiden Geschlechtern vollständig gelb gefärbt. Das Mesoscutum ist runzlig oder rau gepunktet. Der Notaulus ist kurz und wenig ausgeprägt. Das Propleuron ist schwarz. Mesonotum, Scutellum und Mesopleuron sind gewöhnlich schwarz, manchmal braun. Die epicnemiale Leiste ist lang und endet oberhalb der Mitte der Mesopleuren, immer zur unteren Pronotum-Ecke in Form eines Zahns gebogen. Die Genalleiste ist stark ausgeprägt und lamelliert.
Die Art wird als euryök bezeichnet, das heißt, sie weist einen breiten Schwankungsbereich ihrer morphologischen und farblichen Merkmale auf. Beispielsweise treten in Mitteleuropa Exemplare auf, die eine weitgehend rotgefärbte Mesosoma aufweisen.

## Verbreitung
Agrypon flexorium ist holarktisch verbreitet. In Europa ist die Art weit verbreitet. Im Norden reicht das Vorkommen bis auf die Britischen Inseln und Fennoskandinavien. Im Süden erstreckt sich das Verbreitungsgebiet über den Mittelmeerraum einschließlich Nordafrika. Im Osten reicht das Vorkommen bis nach China (Innere Mongolei, Hebei). Bis Anfang der 2010er Jahre galt die Art noch als transpaläarktisch. Jüngere Funde und DNA-Barcoding-Ergebnisse weisen darauf hin, dass die Art auch im nördlichen Nordamerika verbreitet ist.

## Lebensweise
Agrypon flexorium ist ein solitärer koinobionter Endoparasitoid von Schmetterlingsraupen. Die Art gilt als polyphag, das heißt, sie hat ein breites Wirtsspektrum. Bekannte Wirte sind u. a. der Helle Sichelflügler (Drepana falcataria), der Moosbeerenspanner (Carsia sororiata), der Kleine Raufußspinner (Clostera pigra) und der Ringfleck-Rindenspanner (Cleora cinctaria). Weiterhin werden Chrysoesthia sexguttella, die Pflaumen-Gespinstmotte (Yponomeuta padella) und der Rübenzünsler (Loxostege sticticalis) genannt. Die Schlupfwespen werden in Mitteleuropa von Mitte Mai bis Mitte September beobachtet, in Finnland von Ende Juni bis Ende August. Von den Fangdaten wurde abgeleitet, dass die Art bivoltin ist, das heißt, dass sie zwei Generationen im Jahr ausbildet. In Baden findet man die Schlupfwespen von der Oberrheinischen Tiefebene bis in mittlere Schwarzwaldlagen. Typische Lebensräume der Art bilden Areale mit niedriger Vegetation in Waldrandnähe. Die Schlupfwespen findet man auch zu mehreren. Sie fliegen gewöhnlich in niedriger Höhe über dem Boden.
Die Art ist Thema verschiedener Arbeiten hinsichtlich deren Eignung für den Einsatz zur biologischen Schädlingsbekämpfung.

## Bilder

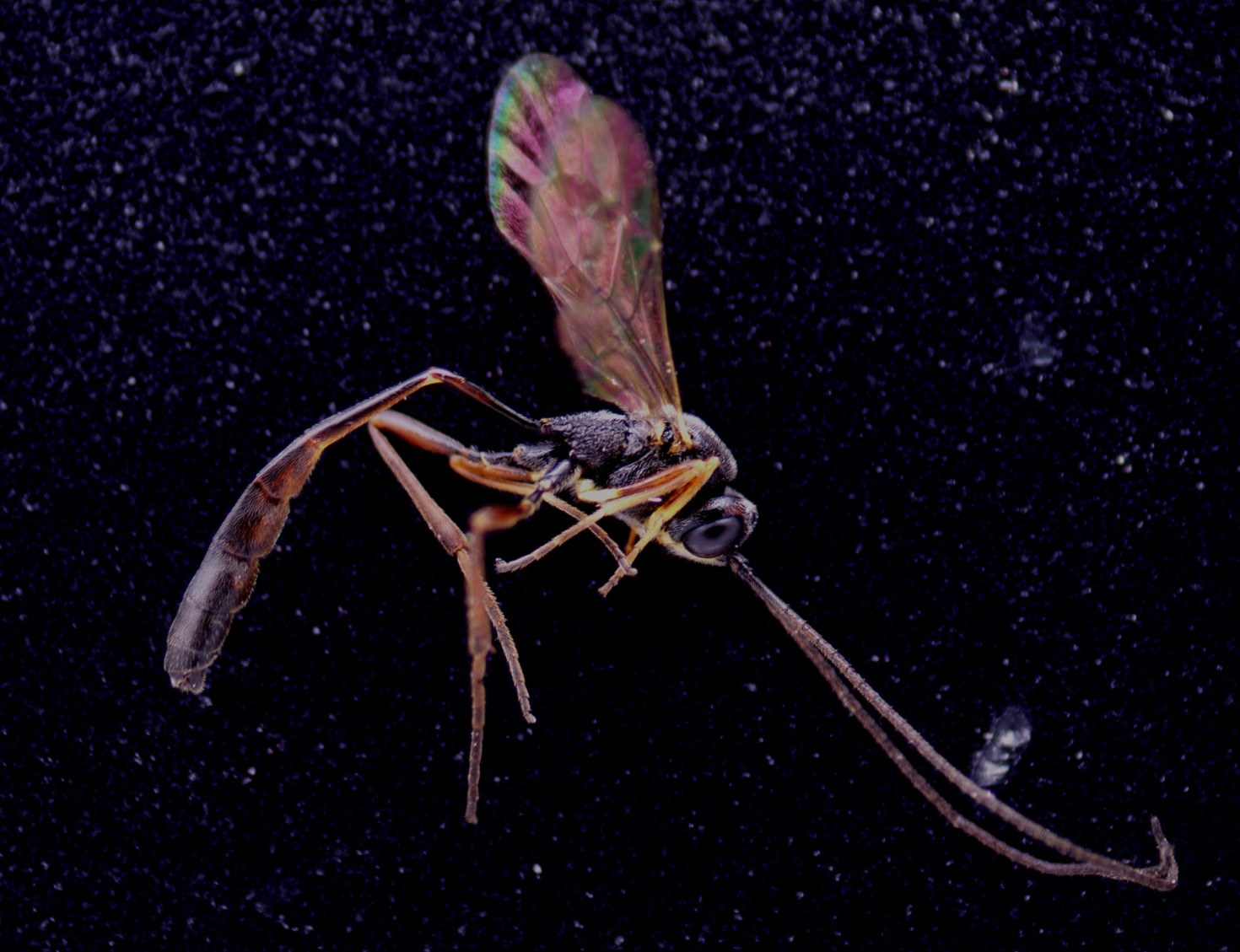
♂ Seitenansicht
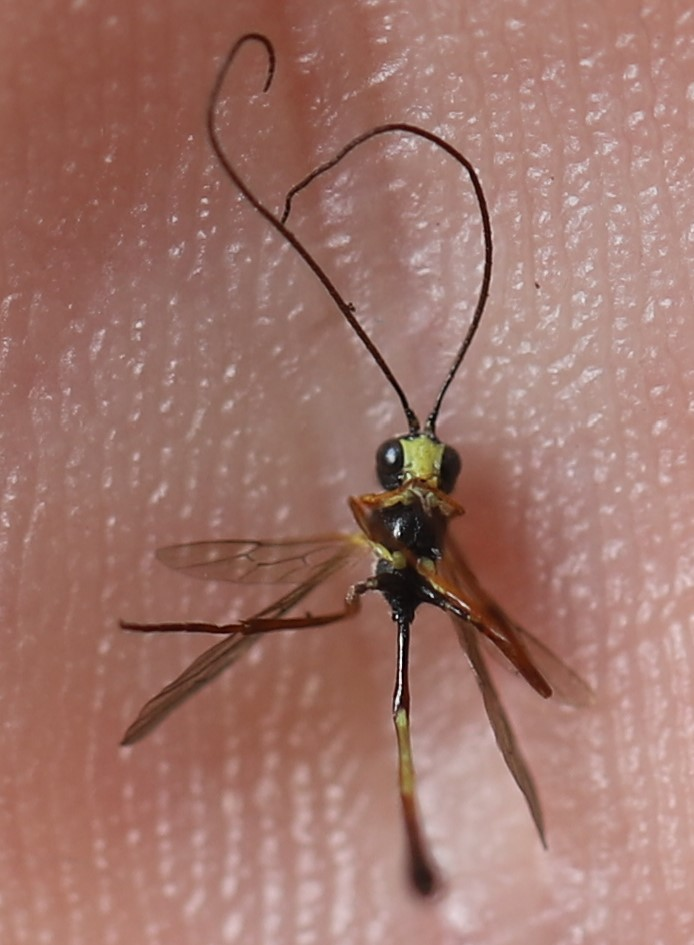
♂ Ventralansicht
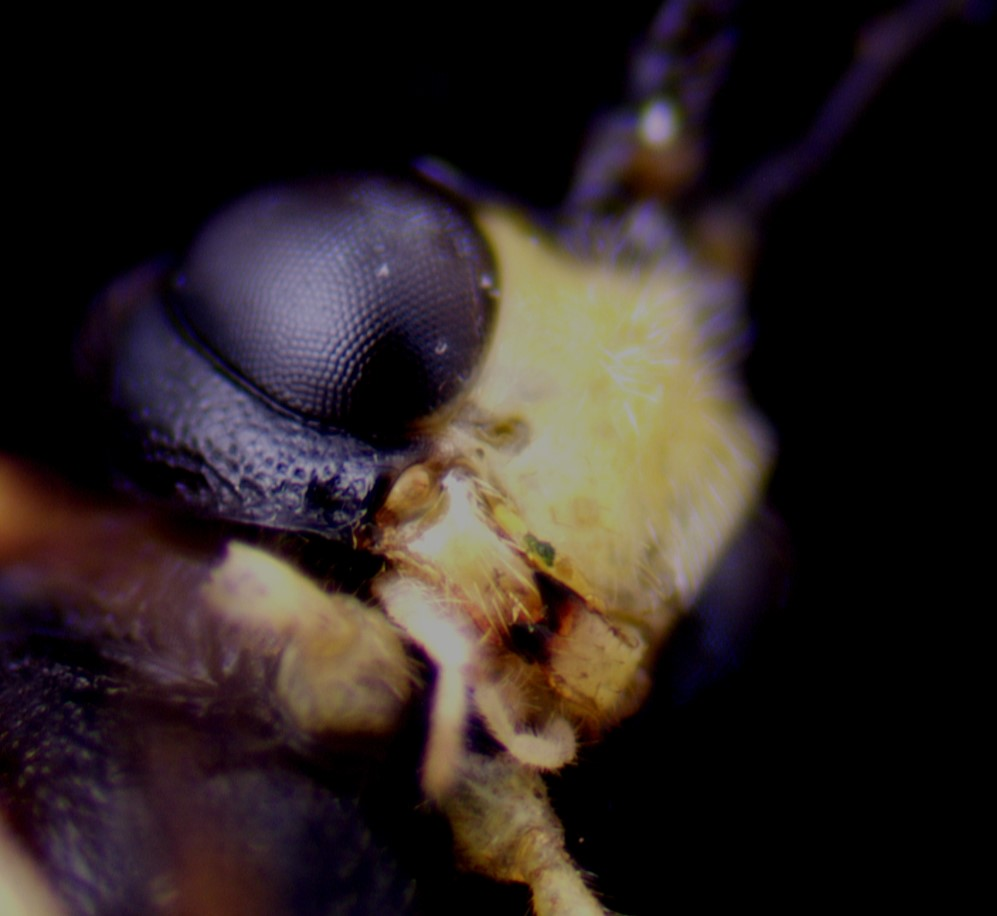
♂ Frons
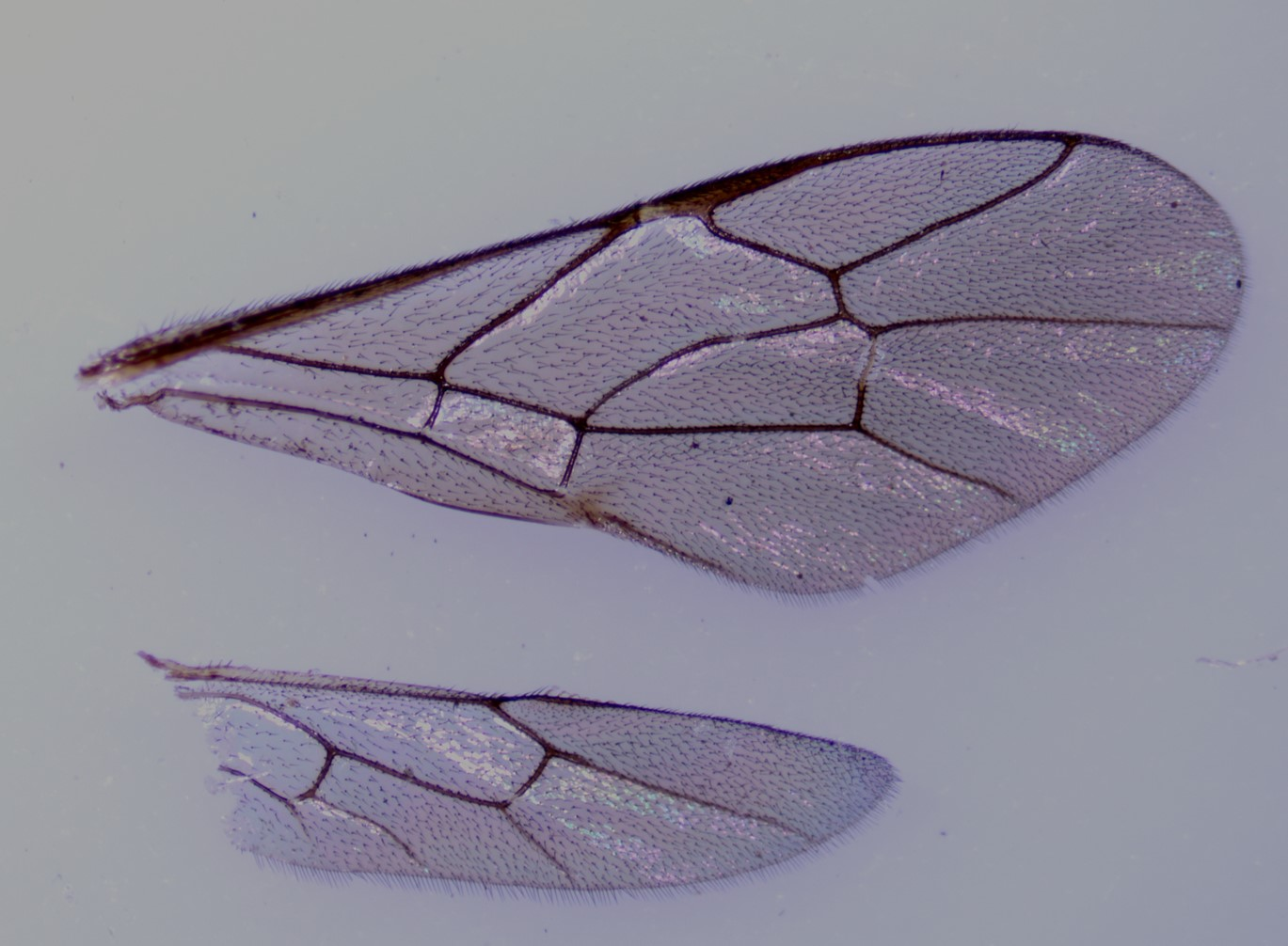
♂ Flügel